# 石時榘
石時榘（1767年—卒年不詳），字傳方，號月亭。湖北省武昌府興國州（今屬黃石市陽新縣）人，清朝翰林、政治人物。 

## 生平
乾隆五十四年（1789年）己酉舉人。考取覺羅官學教習。
嘉慶元年（1796年）丙辰科第三甲第四名同進士出身。點翰林院庶吉士。
四年（1799年）四月，翰林院散館，仍留館任庶吉士。
六年（1801年）翰林院散館，抽籤分發至學習主事上行走，以部署用刑部直隸司主事。。石時榘在分發刑部之後嘆道：「人生不幸，乃為刑官。」其後，每次判案時必定悉心探求案情。
十六年（1811年）轉刑部江西司主事。
二十年（1815年）丁憂去職。
二十三年（1818年）服闕，補刑部奉天司主事。
個性樸實正直，不受時勢動搖。遇到疑案則剛直與上官爭論，因此難以升遷，在刑部近二十年方以年資累積升員外郎、郎中。
道光二年（1822年）：刑部奉天司郎中，考選山東道監察御史。九月，上奏請旨斟酌修正銓敘辦法以疏通官員升遷的壅滯。十月，奏請嚴飭緝捕湖廣兩省盜匪以使地方安定。道光帝硃批同意：「著李鴻賓據實秉公嚴密緝捕，務除匪黨以靖地方，前任及現任地方官，下及胥吏，如有包庇狥隱及緝捕廢弛者，指名嚴參毋稍諱飾，勉之。」
三年（1823年）山東道監察御史。十一月，奏請嚴格禁止開山耕種以杜絕水患原因。但道光帝硃批否決：「必不能行之事。」
四年（1824年）轉任掌四川道監察御史。御史任內所奏之事皆能切中時弊。奉命稽查京倉，有家丁索取陋規費用，石時榘即將之驅逐。
五年（1824年）以病辭歸。

## 性情
石時榘平生嗜酒，時常與人競飲，酣暢淋漓，而無心追求富貴。

## 家族
- 祖父：石玖光，乾隆二十六年進士。